# Unió Esportiva Sarrià
La Unió Esportiva Sarrià (UES) és un club d'handbol català de Sarrià de Ter, fundat el 1977.

## Història
El setembre de 1977 va ser aprovat, a la Junta Extraordinària de Socis convocada per ambdues entitats: el Grup Deportiu Nostra Senyora de Montserrat de Sarrià de Ter i l'Agrupació Deportiva i Cultural de Sarrià de Dalt, un acord de fusió dels clubs a fi d'unir esforços per al bé de l'esport del poble.
La Unió Esportiva Sarrià va fundar-se l'11 de maig de 1976, quan diversos membres dels dos clubs (GDNS Montserrat i ADC Sarrià de Dalt) es van començar a reunir per aconseguir l'objectiu d'unificar les dues entitats, tan pel que fa a les seccions esportives com cultural. Cal destacar que entre ambdues comptaven amb un cert clima d'entesa i suport. Seguidament es va temptejar l'opinió del soci. Tot i algunes discrepàncies també hi havia una bona predisposició per estrènyer lligams que gairebé s'havien trencat a causa de la rivalitat esportiva. Un dels primers acords a què es va arribar va ser el de la cessió de jugadors de la secció d'handbol per tal arribar a fites esportives que la categoria de tots dos clubs es mereixia.
Per portar a terme les gestions oportunes encaminades a constituir aquesta Agrupació que Sarrià de Ter sempre havia desitjat es va crear una comissió integrada per membres de totes dues entitats, a més dels dos presidents. Un dels primers projectes d'aquesta comissió va ser gestionar la construcció d'un pavelló poliesportiu per cobrir les necessitats esportives que havia d'ocasionar la unió d'un nombre tan elevat d'esportistes i activitats. Una altra va ser la de redactar uns estatuts per a la nova entitat, a més de pensar la nova denominació i dissenyar-ne l'emblema.